# Mohamed Ridha Farès
Mohamed Ridha Farès, né le 23 novembre 1953 à Dar Chaâbane, est un ingénieur et homme politique tunisien.

## Biographie

### Vie privée
Il est marié et père de trois enfants.

### Parcours
Mohamed Ridha Farès étudie à l'École nationale d'ingénieurs de Tunis, d'où il sort diplômé en 1976, avec le titre d'ingénieur en génie civil. Jusqu'en 1979, il est ingénieur d'étude à la sous-direction des études relevant de la direction des ponts et chaussées (actuelle direction générale des ponts et chaussées ou DGPC). Cette année-là, il devient responsable régional puis sous-directeur chargé de la gestion et de l'exploitation du réseau des routes dans le gouvernorat de Nabeul.
Au lendemain de la révolution de 2011, Yassine Brahim est nommé ministre du Transport et de l'Équipement au sein du gouvernement provisoire, le 27 janvier 2011. Il démissionne le 17 juin pour se consacrer aux activités du parti Afek Tounes et laisse sa place à Mohamed Ridha Farès pour le ministère de l'Équipement et à Salem Miladi pour le ministère du Transport.
Mohamed Ridha Farès travaillait déjà au ministère du Transport et de l'Équipement. Dès 1990, il y est directeur central des études à la DGPC. Entre novembre 2009 et février 2011, il appartient au cabinet du ministre et, entre mars et juillet 2011, en tant que directeur général des ponts et chaussées.